# Lutzingen
Lutzingen là một xã nằm ở huyện Dillingen, thuộc bang Bayern của Đức.